# Sinagoga de Oslo
La Sinagoga de Oslo (en noruego: Synagogen i Oslo) es una sinagoga situada en la ciudad de Oslo, la capital de Noruega. La congregación fue fundada en 1892, pero el edificio actual fue erigido en 1920. El Historiador de  arquitectura Carol Herselle Krinsky la describe como un edificio de dos pisos de altura, con una torre circular rematada con un capitel con una estrella de David parecida a "una capilla rural sencilla y encantadora".[cita requerida]
El rey Harald V y el príncipe heredero Haakon de Noruega visitaron la sinagoga en junio de 2009.
En el lugar se produjo un ataque con armas de fuego en 2006 encabezado por cuatro hombres. Nadie resultó herido. Los cuatro atacantes fueron Arfan Bhatti, un criminal islamista de 29 años de origen pakistaní, un noruego-pakistaní de 28 años, un noruego de 28 años de origen extranjero, y un noruego de 26 años.